# Черновский район (Новгородский округ)
Черновский район — административно-территориальная единица в составе Новгородского округа Ленинградской области РСФСР в 1927—1931 годах.
При образовании района, в августе 1927 года, райцентром было определено село Чёрное, в состав района вошли сельсоветы Новгородского уезда Новгородской губернии:
- 8 сельсоветов из Самокражской волости — Воронинский, Косинский (Косицкий), Несужский, Самокражский, Староголубковский, Теребонский, Уномерский и Хотобужский;
- Любуницкий сельсовет из Селогорской волости;
- Каменнополянский сельсовет из Тёсовской волости;
- 6 сельсоветов из Черновской волости — Заосский, Кусонский, Нехинский, Раглицкий, Хрепельский и Черновский.

В ноябре 1928 года в районе из частей территории Кусонского и Каменнополянского сельсоветов был образован Велегощский сельсовет, а Любуницкий сельсовет был переименован в Вольногорский. Кусонский и Хотобужский сельсоветы были упразднены. Территория Кусонского сельсовета, кроме вновь образованного Велегощского сельсовета вошла также и в Черновский сельсовет, а территория Хотобужского сельсовета вошла в Воронинский и Заосский сельсоветы.
В соответствии с постановлением Президиума ВЦИК от 10 декабря 1928 года из Черновского района в состав новообразованного Большетеребецкого сельсовета Медведского района Новгородского округа были переданы территории упразднённых Староголубковского и Уномерского сельсоветов; сёла Хрепелка, Машковы Поляны, Каменные Поляны, Речка, Хиновино, Подхиновье, Беленок, Заосенье, выселки Окрытно и Ясенко, хутора Васково, Липово, Марино — в Оредежский район Лужского округа, село Илемцы — в Батецкий район Лужского округа, а из Новгородского района в Черновский район перешёл Заболотский сельсовет.
30 июля 1930 года Новгородский округ, как и большинство остальных округов СССР, был упразднён. Район стал подчинён напрямую Леноблисполкому.
В соответствие постановлению Президиума ВЦИК от 30 сентября 1931 г. Черновский район был упразднён, а 13 сельсоветов: Велегощский, Вольногорский, Воронинский, Заболотский, Заосский, Косицкий, Несужский, Нехинский, Раглицкий, Самокражский, Теребонский, Хрепельский и Черновский вошли в состав Батецкого района.